# Texenna
Texenna (em árabe: تاكسنة) é uma cidade e comuna localizada na província de Jijel, Argélia. Segundo o censo de 2008, a população total da cidade era de 15 682 habitantes.